# Simbara Maki
Pour les articles homonymes, voir Maki.
Simbara Maki, né le 12 octobre 1938 et mort le 8 octobre 2010 à Koumassi, est un athlète ivoirien.

## Biographie
Simbara Maki est médaillé de bronze du 110 mètres haies lors des Jeux de l'Amitié d'Abidjan en 1961 et des Jeux de l'Amitié de Dakar en 1963, et lors des Jeux africains de 1965 à Brazzaville.
Il participe également aux Jeux olympiques d'été de 1964, aux Jeux olympiques d'été de 1968 et aux Jeux olympiques d'été de 1972.